# Red Zone (videojuego de 1994)
Red Zone es un videojuego desarrollado por Zyrinx y publicado por Time Warner Interactive en 1994 para la videoconsola Sega Mega Drive. El juego, aunque no es muy conocido, es notable por usar varias  técnicas gráficas rara vez vistas en el hardware de Mega Drive como rotaciones de gráficos y texturas de fondo, vectores 3D, zoom en tiempo real o full motion video.
La desarrolladora Zyrinx (hoy desaparecida) donó al dominio público una versión prelanzamiento de este juego (que en aquella fase del desarrollo tenía el título de HardWired).